# Syllabus errorum
Der Syllabus errorum (griechisch-lateinisch „Verzeichnis der Irrtümer“) ist eine Liste von 80 Thesen, die von Papst Pius IX. als falsch verurteilt wurden. Der Syllabus errorum wurde aus älteren Schreiben des Papstes zusammengestellt und als Anhang zur Enzyklika Quanta cura vom 8. Dezember 1864 veröffentlicht. Er ist ein wichtiges Dokument für die kirchliche Ablehnung der Religionsfreiheit, der Trennung von Kirche und Staat, der Demokratie, der Wissenschaftsfreiheit und anderer, meist als Folgen der Aufklärung gesehenen Ideen.

## Gliederung
Der Syllabus  ist in zehn Paragraphen aufgeteilt (in Klammern jeweils die Nummern der dazugehörigen Thesen):
- § 1: Pantheismus, Naturalismus und absoluter Rationalismus (1–7)
- § 2: Gemäßigter Rationalismus (8–14)
- § 3: Indifferentismus, Latitudinarismus (15–18)
- § 4: Sozialismus, Kommunismus, geheime Gesellschaften, Bibelgesellschaften, liberale Kleriker-Vereine (keine Thesen, stattdessen Verweise auf: Enzyklika Qui pluribus (9. November 1846), apostolische Ansprache Quibus quantisque (20. April 1849), Enzyklika Nostis et nobiscum (8. Dezember 1849), apostolische Ansprache Singulari quadam (9. Dezember 1854), Enzyklika Quanto conficiamur moerore (10. August 1863))
- § 5: Irrtümer über die Kirche und ihre Rechte (19–38)
- § 6: Irrtümer über die bürgerliche Gesellschaft sowohl an sich, als auch in ihren Beziehungen zur Kirche (39–55)
- § 7: Irrtümer über das natürliche und christliche Sittengesetz (56–64)
- § 8: Irrtümer über die christliche Ehe (65–74 und Verweis auf die Enzyklika Qui pluribus)
- § 9: Irrtümer über die staatliche Herrschaft des römischen Papstes (75–76 und Verweise)
- § 10: Irrtümer, welche sich auf den Liberalismus unserer Tage beziehen (77–80)

## Inhalt (Übersicht)
Der Syllabus errorum ist ein Exzerpt aus vorangegangenen Enzykliken, Ansprachen, Briefen und apostolischen Schreiben von Pius IX. Die hier zusammengestellten Thesen haben sehr unterschiedlichen Gehalt. Nur ein Teil der verurteilten Aussagen sind im engeren Sinne Thesen, wie sie 1864 innerhalb philosophischer oder theologischer Debatten vertreten wurden. Eine Reihe von Thesen betreffen politische Maßnahmen, die zur Zeit Pius IX. stattfanden oder gefordert wurden, so die Religionsfreiheit, die Trennung von Kirche und Staat, die Zivilehe (und der Möglichkeit der Scheidung von standesamtlich geschlossenen Ehen), das staatliche Schulwesen, die Einmischung des Staates in Besetzung von Bistümern und Abschaffung des Kirchenstaates. Andere Thesen sind eher auf Ideen bezogen, die im weiteren Sinne der Aufklärung bzw. (wie in der Schlussthese formuliert) dem „Fortschritt, dem Liberalismus und der modernen Civilisation“ zugerechnet werden.

## Historischer Kontext
Der Syllabus ist ein Dokument des gespaltenen Verhältnisses zwischen Katholizismus und Moderne, das seit der Französischen Revolution für innerkirchliche Kontroversen und für Konflikte zwischen Kirche und ihrer Umwelt (unter anderem im Kulturkampf) gesorgt hatte. Pius IX. bezog in diesen Kontroversen Stellung zugunsten einer die Moderne ablehnenden kirchlichen Partei.
Der Veröffentlichung des Syllabus ging eine lange Vorbereitungszeit voraus. Konkreter Anlass waren aktuelle kirchliche und politische Entwicklungen. Durch die nationale Einigung Italiens, das Risorgimento, ging der Kirchenstaat nach und nach verloren. Weitere Faktoren, auf die Pius reagierte, waren die Publikationen von Ernest Renan (Das Leben Jesu), Charles de Montalembert und Ignaz von Döllinger im Jahr 1863.

## Beispiele von im Syllabus errorum verurteilten Thesen
„3. Die menschliche Vernunft ist ohne irgend welche Rücksicht auf Gott der einzige Schiedsrichter zwischen Wahr und Falsch, Gut und Böse: sie ist sich selbst Gesetz und reicht hin, durch ihre natürlichen Kräfte das Wohl des Menschen und der Völker zu begründen.“
„14. Die Philosophie muss ohne Rücksicht auf die übernatürliche Offenbarung betrieben werden.“
„15. Es steht jedem Menschen frei, jene Religion anzunehmen und zu bekennen, welche er, durch das Licht seiner Vernunft geführt, für wahr hält.“
„16. Die Menschen können bei der Uebung jeder Religion den Weg des ewigen Heils finden und die ewige Seligekeit erlangen.“
„18. Der Protestantismus ist nichts anderes, als eine verschiedene Form derselben christlichen Religion, in welcher es eben so gut möglich ist, Gott zu gefallen, wie in der katholischen Kirche.“
„24. Die Kirche hat nicht die Macht, Gewaltmittel anzuwenden, noch irgend eine directe oder indirecte zeitliche Gewalt.“
„26. Die Kirche hat kein angeborenes und legitimes Recht auf Erwerb und Besitz.“
„45. Die ganze Leitung der öffentlichen Schulen, in denen die Jugend eines christlichen Staates erzogen wird, nur die bischöflichen Seminarien in einiger Beziehung ausgenommen, kann und muß der Staatsgewalt zugewiesen werden, und zwar so, daß keines andern Autorität irgend ein Recht, sich in die Schulzucht, in die Anordnung der Studien, in die Verleihung der Grade und die Wahl oder Approbation der Lehrer zu mischen, zuerkannt werden kann.“
„55. Die Kirche ist vom Staate, der Staat von der Kirche zu trennen.“
„66. Das Sacrament der Ehe ist etwas bloß zu dem Vertrage Hinzukommendes und von ihm Trennbares, und das Sacrament selbst liegt einzig und allein in der ehelichen Einsegnung.
67. Nach dem Naturrecht ist das Eheband nicht unauflöslich und in verschiedenen Fällen kann die Ehescheidung im eigentlichen Sinne durch die weltlichen Behörden festgesetzt werden.“
„76. Die Abschaffung der weltlichen Herrschaft, die der apostolische Stuhl besitzt, würde zur Freiheit und zum Glücke der Kirche sehr viel beitragen.“
„77. In unserer Zeit ist es nicht mehr nützlich, daß die katholische Religion unter Ausschluß aller andern Culte als einzige Staatsreligion gelte.
78. Es ist daher zu loben, daß in gewissen katholischen Ländern gesetzlich verordnet ist, daß den Einwanderern die öffentliche Ausübung ihres Cultes, welcher er auch sei, gestattet sein solle.“
„80. Der Römische Papst kann und muß sich mit dem Fortschritt, dem Liberalismus und der modernen Civilisation versöhnen und vergleichen.“

## Rezeption
Der Syllabus errorum erregte eine ungewöhnlich große öffentliche Aufmerksamkeit.
Seine Inhalte wurden von großen Teilen der Öffentlichkeit abgelehnt, insbesondere auch in Frankreich und Deutschland. Aufgrund der negativen Reaktionen bemühten sich Anhänger von Pius IX. darum, die Aussagen durch Interpretation abzuschwächen. Dazu gehörte die Behauptung, der Papst habe nicht den Liberalismus, sondern nur dessen Exzesse verurteilen wollen. Weit verbreitet und vom Papst selbst geduldet wurde die Auslegung, die der Bischof von Orléans, Félix Dupanloup, dem Syllabus gab. Dupanloup unterschied zwischen der These und der Hypothese: Wenn der Syllabus eine bestimmte These verurteilte, so folge daraus nicht, dass Katholiken keine Kompromisse eingehen durften (die Hypothese). Wenn der Syllabus zum Beispiel die These verurteilte, die Privilegierung des Katholizismus als Staatsreligion sei „nicht mehr nützlich“ (Syllabus, Nr. 77), dann müsse daraus nicht folgen, dass Katholiken die (Wieder-)Einführung des Katholizismus als Staatsreligion forderten; in Staaten, in denen sie eine größere Gruppe neben anderen Konfessionen und Religionen bilden, könnten sie sich demnach damit begnügen, gleiche Rechte für alle Religionen zu fordern. Das Ideal des Katholizismus als einziger öffentlich und frei ausübbarer Religion (die These im Sinne von Satz 77 des Syllabus) wird so auf katholische Staaten begrenzt. Diese Unterscheidung von These und Hypothese wurde für die katholische Staatslehre bis hin zum Zweiten Vaticanum grundlegend.
Auch Pius’ Nachfolger Leo XIII. schwächte in der Praxis einige Aussagen des Syllabus ab, etwa im Verhältnis zur Dritten Französischen Republik. Mit dem Zweiten Vatikanischen Konzil wurden einige der Kernaussagen des Syllabus faktisch verworfen, vor allem mit der Erklärung Dignitatis humanae über das Menschenrecht auf Religionsfreiheit aus dem Jahr 1965. Seit dem Zweiten Vatikanischen Konzil akzeptiert die Kirche, dass ein staatliches Gemeinwesen z. B. auf den Sätzen 15, 77, 78 aufbaut, während die Glaubensüberzeugung des Katholizismus die allgemeingültige Wahrheit des Satzes 16 weiterhin zurückweist. Die traditionalistische Pius-Bruderschaft lehnt diese Entwicklung der Lehre ab und erkennt im Sinne des Integralismus insbesondere in den Sätzen 15–18 und 77–80 des Syllabus einen Grundriss antimoderner katholischer Weltanschauung. Diese Verurteilungen werden von den Traditionalisten als unabänderlicher Bestandteil katholischer Tradition aufgefasst.

## Offiziöse Übersetzung von 1865
- Die Encyclica seiner Heiligkeit des Papstes Pius IX. vom 8. Dezember 1864, der Syllabus (die Zusammenstellung der 80 hauptsächlichsten Irrthümer unserer Zeit) und die wichtigsten darin angeführten Aktenstücke. Bachem, Köln 1865. (archive.org)